# Padel Campo Grande

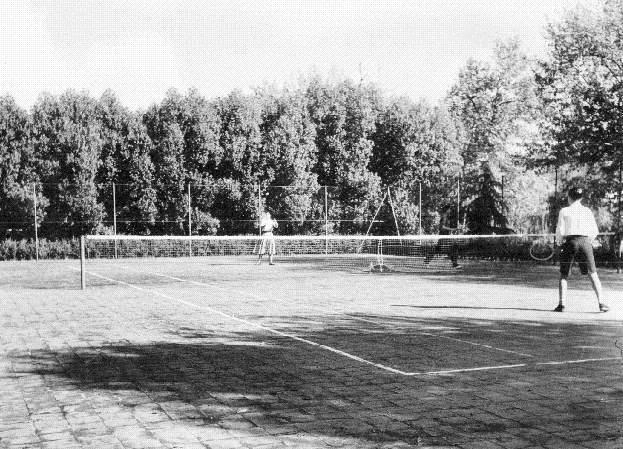
Pista de tenis en 1945

El Padel Campo Grande es un complejo deportivo en Lisboa, situado en la zona norte del Jardín del Campo Grande. En 1945 el arquitecto Francisco Keil do Amaral ha diseñado la renovación y ampliación del jardín, incluyendo en la zona norte una area deportiva, con una pista de patinaje, 2 pistas de tenis y un edificio.
Ocupando una superficie de 3.000 m², ofrece:
- 9 pistas de pádel (el club de pádel más grande de Lisboa y Portugal).
- Edificio de apoyo con recepción, tienda, cafetería y vestidor.

## Rehabilitación
Con marcas de abandono durante décadas, en 2010 el Ayuntamiento de Lisboa firmó un protocolo relativo a la recuperación y abrió al público en 2013.

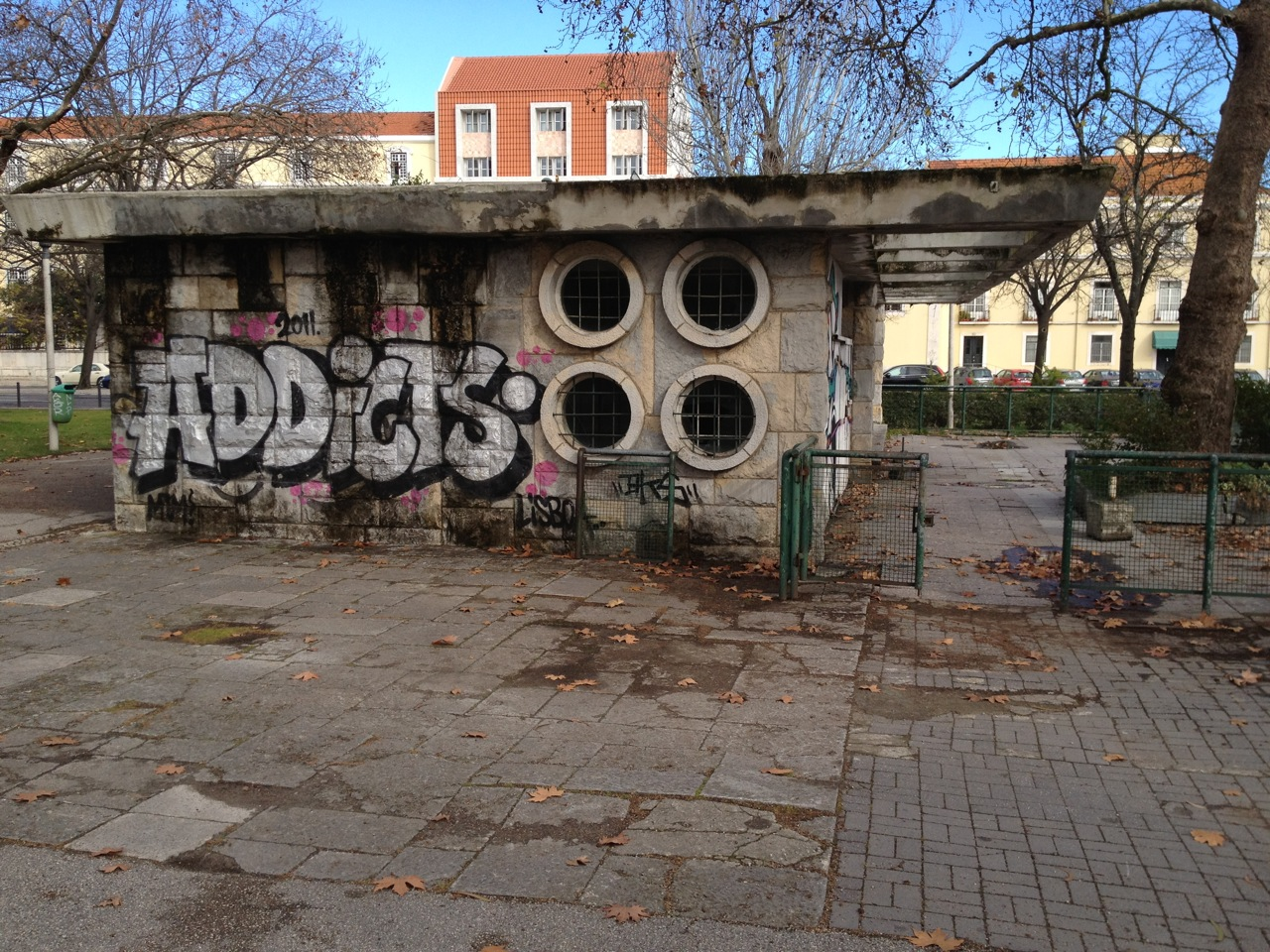
Edificio antes de la rehabilitación